# Heracleum maximum
Heracleum maximum är en flockblommig växtart som beskrevs av William Bartram i 1791. Heracleum maximum ingår i släktet lokor, och familjen flockblommiga växter. Inga underarter finns listade i Catalogue of Life.

## Bildgalleri

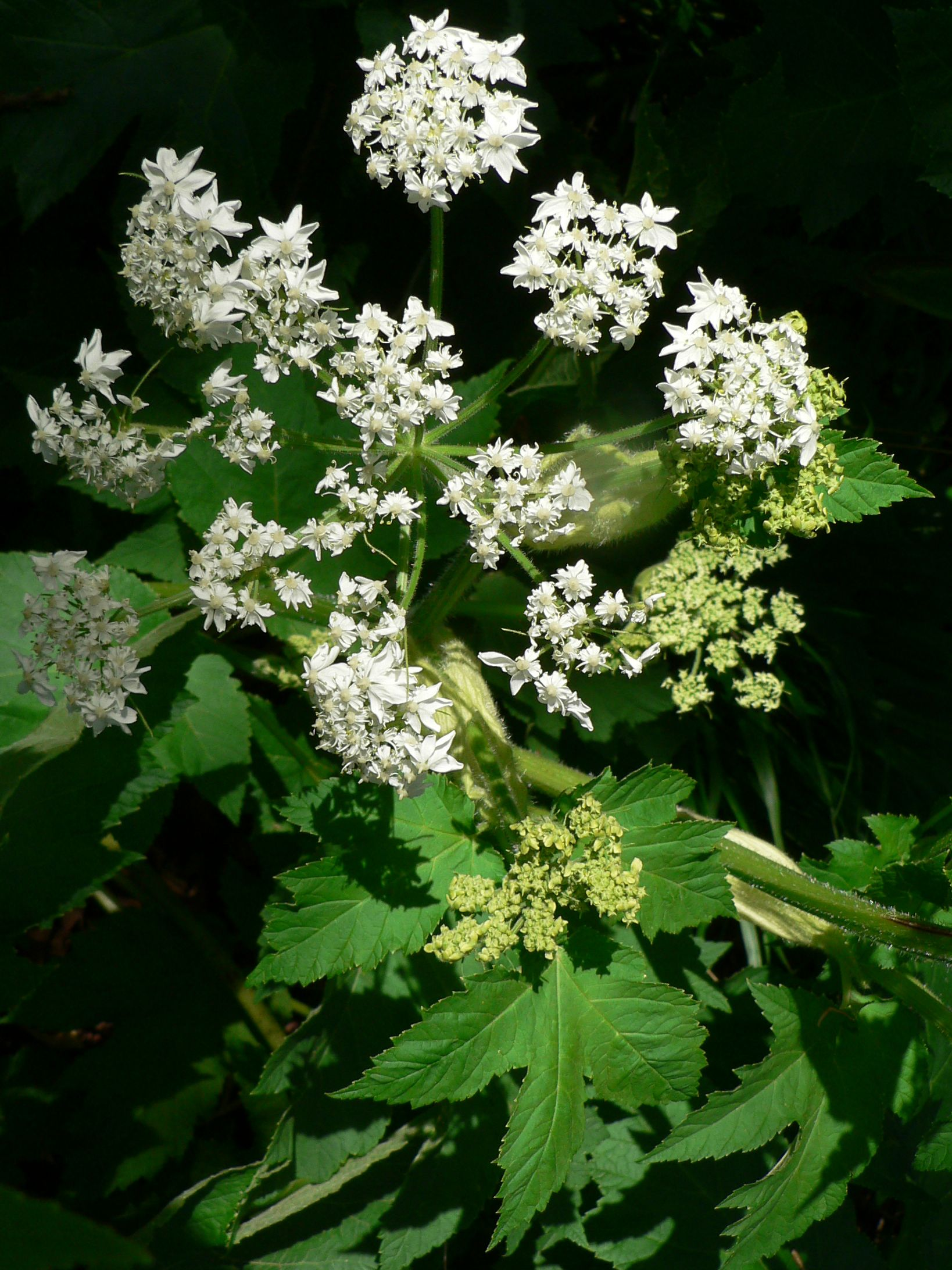
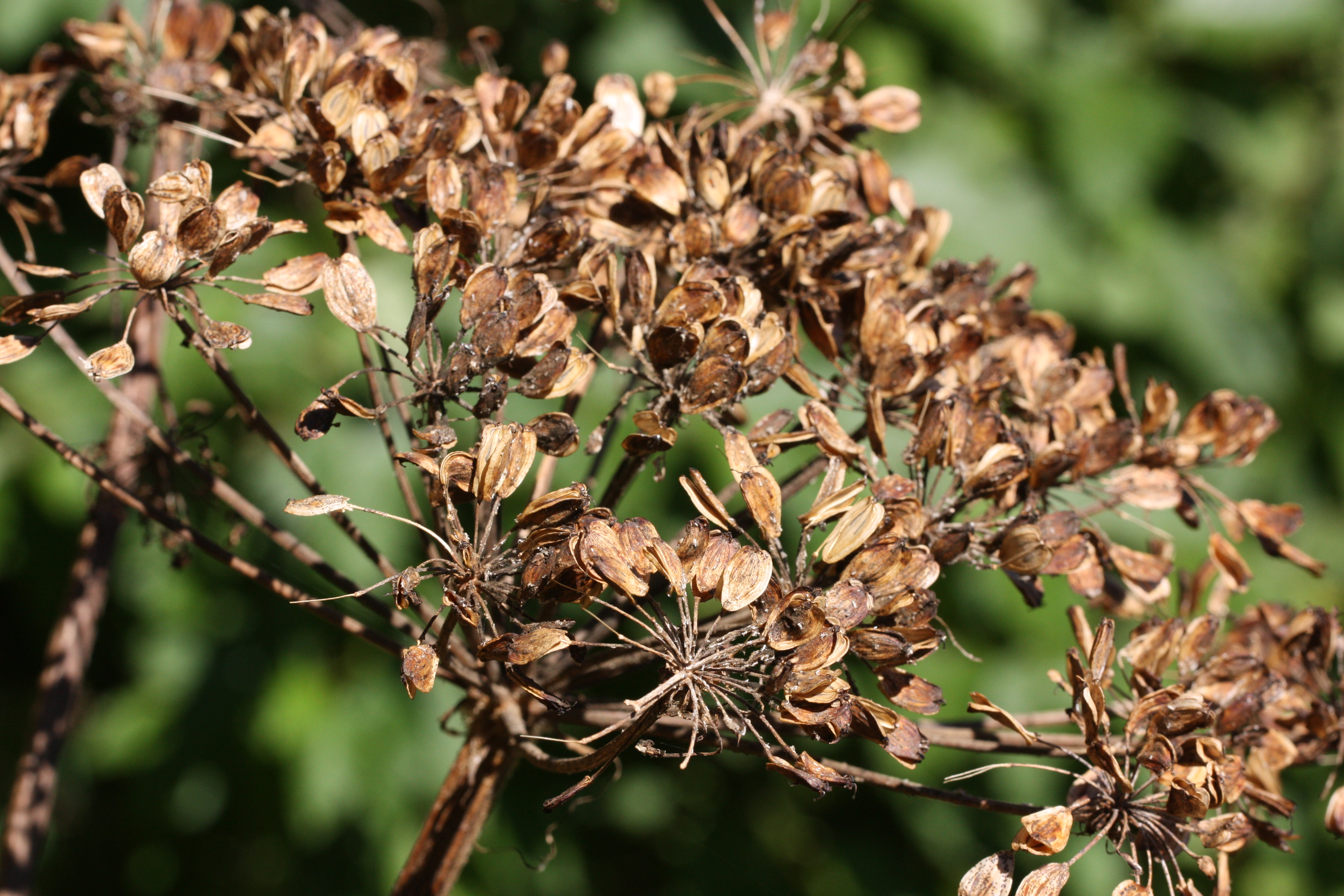
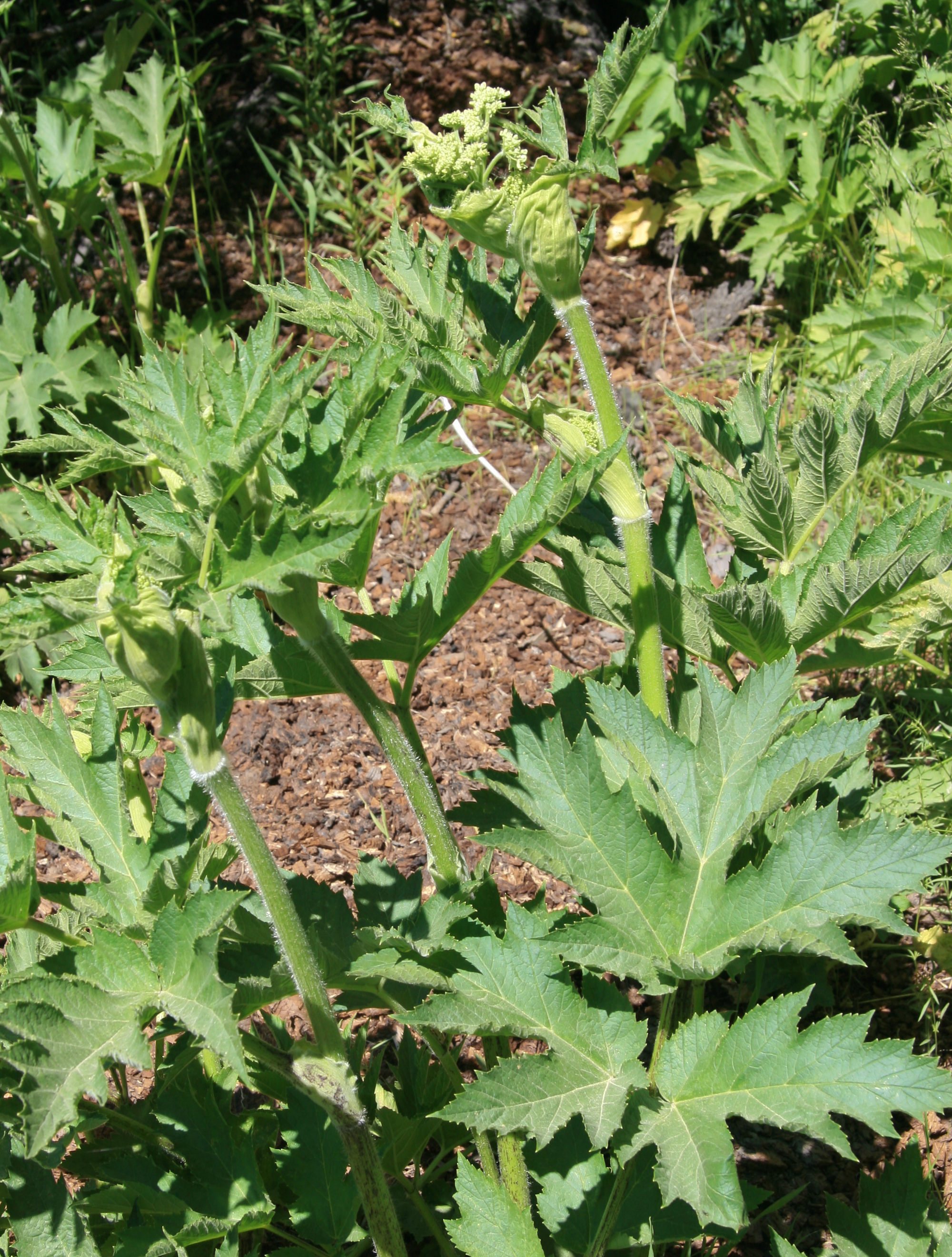
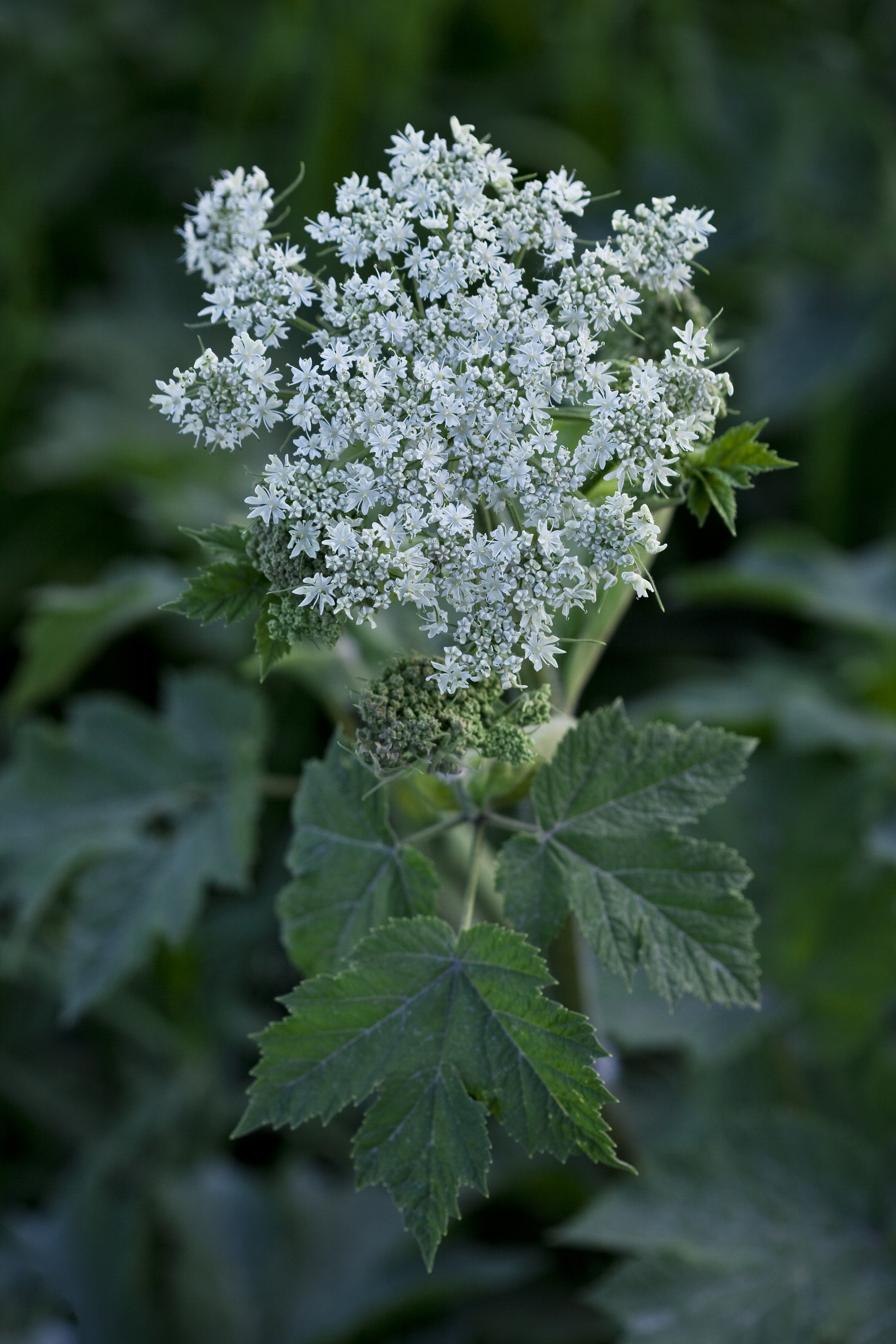